# 2004 NBA Draft
2004 NBA Draft odbył się 24 czerwca w Madison Square Garden, w Nowym Jorku. Debiutantem roku okazał się Emeka Okafor. Warto też podkreślić, że Ben Gordon, został najlepszym rezerwowym ligi co jak na pierwszoroczniaka jest ogromnym wyróżnieniem. Ben Gordon stał się tym samym pierwszym debiutantem któremu udało się zdobyć tę nagrodę.

## Draft
|  | – występ w NBA All-Star Game. |

| Nr | Zawodnik                | Narodowość                   | Drużyna NBA                                                      | College/Drużyna                               |
| -- | ----------------------- | ---------------------------- | ---------------------------------------------------------------- | --------------------------------------------- |
| 1  | Dwight Howard (F/C)     | USA                          | Orlando Magic                                                    | Southwest Atlanta Christian Academy (Atlanta) |
| 2  | Emeka Okafor (F/C)      | USA                          | Charlotte Bobcats (z Los Angeles Clippers)                       | Connecticut                                   |
| 3  | Ben Gordon (G)          | USA Wielka Brytania          | Chicago Bulls                                                    | Connecticut                                   |
| 4  | Shaun Livingston (PG)   | USA                          | Los Angeles Clippers (z Charlotte)                               | Peoria Central HS (Peoria)                    |
| 5  | Devin Harris (G)        | USA                          | Washington Wizards (wymiana do Dallas)                           | Wisconsin                                     |
| 6  | Josh Childress (G/F)    | USA                          | Atlanta Hawks                                                    | Stanford                                      |
| 7  | Luol Deng (SF)          | Wielka Brytania              | Phoenix Suns (wymiana do Chicago)                                | Duke                                          |
| 8  | Rafael Araújo (C)       | Brazylia                     | Toronto Raptors                                                  | BYU                                           |
| 9  | Andre Iguodala (G/F)    | USA                          | Philadelphia 76ers                                               | Arizona                                       |
| 10 | Luke Jackson (SF)       | USA                          | Cleveland Cavaliers                                              | Oregon                                        |
| 11 | Andris Biedriņš (F/C)   | Łotwa                        | Golden State Warriors                                            | BK Skonto Ryga (Łotwa)                        |
| 12 | Robert Swift (C)        | USA                          | Seattle SuperSonics                                              | Bakersfield HS (Bakersfield)                  |
| 13 | Sebastian Telfair (PG)  | USA                          | Portland Trail Blazers                                           | Lincoln HS (Brooklyn)                         |
| 14 | Kris Humphries (F)      | USA                          | Utah Jazz                                                        | Minnesota                                     |
| 15 | Al Jefferson (PF)       | USA                          | Boston Celtics                                                   | Prentiss High School (Prentiss)               |
| 16 | Kirk Snyder (SG)        | USA                          | Utah Jazz (z New York Knicks)                                    | Nevada                                        |
| 17 | Josh Smith (SF)         | USA                          | Atlanta Hawks (z Milwaukee)                                      | Oak Hill Academy (Mouth of Wilson)            |
| 18 | J.R. Smith (SG)         | USA                          | New Orleans Hornets                                              | St. Benedict’s Prep (Newark)                  |
| 19 | Dorell Wright (SF)      | USA                          | Miami Heat                                                       | South Kent Prep. (Lawndale)                   |
| 20 | Jameer Nelson (PG)      | USA                          | Denver Nuggets (Wymiana do Orlando)                              | Saint Joseph’s                                |
| 21 | Paweł Podkołzin (C)     | Rosja                        | Utah Jazz (z Houston, wymiana do Dallas)                         | Metis Varese (Włochy)                         |
| 22 | Wiktor Chriapa (SF)     | Rosja                        | New Jersey Nets (wymiana do Portland)                            | CSKA Moskwa (Rosja)                           |
| 23 | Siergiej Monia (SG)     | Rosja                        | Portland Trail Blazers (z Memphis)                               | CSKA Moskwa (Rosja)                           |
| 24 | Delonte West (PG)       | USA                          | Boston Celtics (z Dallas)                                        | Saint Joseph’s                                |
| 25 | Tony Allen (SG)         | USA                          | Boston Celtics (z Detroit)                                       | Oklahoma State                                |
| 26 | Kevin Martin (SG)       | USA                          | Sacramento Kings                                                 | Western Carolina                              |
| 27 | Saša Vujačić (PG)       | Słowenia                     | Los Angeles Lakers                                               | Snaidero Udine (Włochy)                       |
| 28 | Beno Udrih (PG)         | Słowenia                     | San Antonio Spurs                                                | Breil Milano (Włochy)                         |
| 29 | David Harrison (C)      | USA                          | Indiana Pacers                                                   | Colorado                                      |
| 30 | Anderson Varejão (PF)   | Brazylia                     | Orlando Magic (wymiana do Cleveland)                             | FC Barcelona (Hiszpania)                      |
| 31 | Jackson Vroman (C)      | USA                          | Chicago Bulls (wymiana do Phoenix)                               | Iowa State                                    |
| 32 | Peter John Ramos (C)    | Portoryko                    | Washington Wizards                                               | Caguas (Portoryko)                            |
| 33 | Lionel Chalmers (PG)    | USA                          | Los Angeles Clippers (z Charlotte)                               | Xavier                                        |
| 34 | Donta Smith (SF)        | USA                          | Atlanta Hawks                                                    | Southeastern Illinois JC                      |
| 35 | Andre Emmett (F/G)      | USA                          | Seattle SuperSonics (z Los Angeles Clippers, wymiana do Memphis) | Texas Tech                                    |
| 36 | Antonio Burks (PG)      | USA                          | Orlando Magic (z Phoenix, wymiana do Memphis)                    | Memphis                                       |
| 37 | Royal Ivey (PG)         | USA                          | Atlanta Hawks (z Philadelphia)                                   | Texas                                         |
| 38 | Chris Duhon (PG)        | USA                          | Chicago Bulls (z Toronto)                                        | Duke                                          |
| 39 | Albert Miralles (PF)    | Hiszpania                    | Toronto Raptors (z Cleveland)                                    | Roseto Basket (Włochy)                        |
| 40 | Justin Reed (SF)        | USA                          | Boston Celtics                                                   | Ole Miss                                      |
| 41 | David Young (G)         | USA                          | Seattle SuperSonics                                              | North Carolina Central                        |
| 42 | Wiktor Sanikidze (SF)   | Gruzja                       | Atlanta Hawks (z Golden State przez Orlando)                     | Dijon (Francja)                               |
| 43 | Trevor Ariza (SF)       | USA                          | New York Knicks                                                  | UCLA                                          |
| 44 | Tim Pickett (SG)        | USA                          | New Orleans Hornets                                              | Florida State                                 |
| 45 | Bernard Robinson (SF)   | USA                          | Charlotte Bobcats (z Milwaukee)                                  | Michigan                                      |
| 46 | Ha Seung-Jin (C)        | Korea Południowa             | Portland Trail Blazers                                           | Yonsei University (Korea Południowa)          |
| 47 | Pape Sow (PF)           | Senegal                      | Miami Heat                                                       | Cal State Fullerton                           |
| 48 | Ricky Minard (SG)       | USA                          | Sacramento Kings (z Utah)                                        | Morehead State                                |
| 49 | Serhij Liszczuk (PF)    | Ukraina                      | Memphis Grizzlies (z Denver przez Orlando)                       | Chimik Jużne (Ukraina)                        |
| 50 | Vassilis Spanoulis (PG) | Grecja                       | Dallas Mavericks (z Houston przez Denver)                        | Maroussi (Grecja)                             |
| 51 | Christian Drejer (SF)   | Dania                        | New Jersey Nets                                                  | FC Barcelona (Spain)                          |
| 52 | Romain Sato (SG)        | Republika Środkowoafrykańska | San Antonio Spurs (z Memphis)                                    | Xavier                                        |
| 53 | Matt Freije (SF)        | USA                          | Miami Heat (z Dallas)                                            | Vanderbilt                                    |
| 54 | Rickey Paulding (SG)    | USA                          | Detroit Pistons                                                  | Missouri                                      |
| 55 | Luis Flores (PG)        | Dominikana                   | Houston Rockets (z Sacramento przez Utah)                        | Manhattan                                     |
| 56 | Marcus Douthit (PF)     | USA                          | Los Angeles Lakers                                               | Providence                                    |
| 57 | Sergei Karaulov (C)     | Uzbekistan                   | San Antonio Spurs                                                | Sacha-Jakutia Jakuck (Rosja)                  |
| 58 | Blake Stepp (PG)        | USA                          | Minnesota Timberwolves                                           | Gonzaga                                       |
| 59 | Rashad Wright (G)       | USA                          | Indiana Pacers                                                   | Georgia                                       |